# Barbara de Radiguès de Chennevière
Pour les articles homonymes, voir Chennevière.
 (mars 2020).
Barbara de Radiguès de Chennevière née le 8 octobre 1974 à Bruxelles, est une femme politique belge, membre du parti Ecolo. Elle a été conseillère communale à Saint-Gilles de 2012 à 2018. Depuis mai 2019, elle est députée régionale bruxelloise et cheffe de groupe Ecolo du parlement francophone bruxellois.

## Biographie
Barbara de Radiguès, née à Bruxelles, déménage à l'âge de 7 ans à Verviers. Elle fait ses études secondaires en internat à Eupen et suit des études en sciences économiques à l'Université Catholique de Louvain et à la Katolieke Universiteit Leuven. Elle a réalisé un Erasmus en Allemagne à l'Université de Göttingen.
Elle commence sa carrière professionnelle chez Turbowinds, un fabricant d'éolienne belge. Elle poursuit à l’Association de Promotion des Énergies Renouvelables, APERe. Après avoir travaillé dans le secteur de l'énergie renouvelable, elle participe à la co-fondation d'Atanor, une association active dans la facilitation des processus collectifs. Elle travaillera également chez JobYourself, une coopérative d’activités qui soutient les chercheurs d’emploi.

## Carrière politique
Son investissement chez Ecolo commence en 2007 où elle coordonne bénévolement le parlement interne d’Ecolo.
- De 2012 à 2018: conseillère communale à Saint-Gilles
- 2018-2019 : coprésidente régionale Ecolo Bruxelles
- Du 11.06.2019 au 16.12.2021 : députée au Parlement bruxellois et cheffe de groupe Ecolo du parlement francophone bruxellois[1],[2]